# Mas d'en Bonet
El Mas d'en Bonet, conegut també com a Vil·la Herminia, és una masia de Tarragona protegida com a Bé Cultural d'Interès Local. És un edifici construït el 1920, segons projecte de l'arquitecte Alfons Barba Miracle i modificat el 1935 per Antoni Pujol Sevil. Lluís Bonet Amigó, fill de Josep Bonet Arcas, va fer construir aquest edifici, com a casa d'estiueig per a la seva mare Herminia Amigó Rafecas. Actualment es troba en estat ruïnós.

## Descripció
Edifici classicista amb detalls decoratius ja propers al modernisme, destaca l'entrada a l'edifici amb un porxo amb escalinata, columnes, tot molt ben compost. La cleda, posterior, obra d'un altre arquitecte, és molt adient al conjunt.
Aquest edifici té una configuració en forma de 'L' invertida, de la qual sobresurten dos volums, un que és quadrat i un altre que és circular. La distribució dels dos volums no és igual en tot el conjunt de la casa. El cos que mira cap al sud-oest té dues alçades, la resta en té tres, que adquireixen l'aparença de torres. L'entrada principal mira cap al sud-est i està situada en l'angle recte que forma la 'L', els laterals de la qual estan units per un porxo que serveix per construir la terrassa del pis superior. La planta baixa té obertures en forma d'arc carpanell d'un únic finestral en el costat nord, de tres finestrals al costat est i formant una galeria coberta a l'oest. Les finestres del primer i segon pis mantenen la mateixa estructura. A la planta baixa hi ha la sala d'estar, el menjador, el rebost. A la primera planta hi ha les habitacions amb el seu lavabo. La planta baixa està ornamentada amb una sanefa amb relleus circulars per sota la barbacana. Cada angle recte que uneix els diversos volums del segon i tercer pi, està reforçat amb unes faixes que simulen carreus encoixinats que fineixen en un medallons ovalats. Per sota la barbacana hi ha una banda esgrafiada amb motius florals que uneixen els medallons. Les baranes de les terrasses tenen forma ovalada i són de ferro forjat.
A la part exterior hi havia un hivernacle amb plantes exòtiques, un galliner, una font amb tortugues esculpides i un jardí organitzat per espècies. També hi ha dues basses cobertes que eren un espai de passeig recobert amb una balustrada. L'any 1935, l'arquitecte Antoni Pujol Sevil, hi afegí la tanca de totxo, la porta i la tribuna amb quatre columnes salomòniques.